# Bunuri mobile din domeniul arheologie clasate în patrimoniul cultural național al României aflate în județul Dolj
Acestă listă conține bunurile mobile din domeniul arheologie clasate în Patrimoniul cultural național al României aflate la momentul clasării în județul Dolj.

## Tezaur
| Foto | Informații generale            | Detalii tehnice | Descriere | Deținător                                              | Legături |
| ---- | ------------------------------ | --- | --- | ------------------------------------------------------ | -------- |
|      | Vârf de lance                  | Datare: prima jum a sec. III - a doua jum a sec. II î.Hr. Școală: sudul Daciei Descoperit: jud. DOLJ, com. DESA, DESA, Lunca Dunării punctul "Gloduri,, Dimensiuni: grosime lamă = 0,8 cm Material: A fost confecționat din fier prin batere la cald       | Piesa este sub formă de frunză de salcie, cu nervură mediană, profilată și rotunjită. Lamă cu profil lenticular. Tub de înmănușare tronconic, cu orificiu de fixare pentru cui. Patină funcțională. | Direcția Județeană pentru Cultură, Dolj                | Cimec    |
|      | Vârf de lance                  | Datare: prima jum a sec. III - a doua jum a sec. II î.Hr. Școală: sudul Daciei Descoperit: jud. DOLJ, com. DESA, DESA, Lunca Dunării punctul "Gloduri,, Dimensiuni: grosime lamă = 0,8 cm Material: Piesa a fost executată din fier prin batere la cald    | Piesa sub formă de frunză de salcie, este realizată din fier, lama cu profil lenticular, prezintă o nervură mediană, profilată, aplatizată. Tub de înmănușare tronconic, cu orificiu de fixare pentru cui. Patină funcțională. | Direcția Județeană pentru Cultură, Dolj                | Cimec    |
|      | Cuțit de luptă                 | Datare: prima jum a sec. III - a doua jum a sec. II î.Hr. Școală: sudul Daciei Descoperit: jud. DOLJ, com. DESA, DESA, Lunca Dunării punctul "Gloduri,, Dimensiuni: l lamă = 4 cm; DLA inel = 3 cm Material: A fost realizată din fier prin batere la cald | Piesa are lama de formă triunghiulară, cu secțiune lenticulară ce se prelungește cu un mâner, de formă puțin curbă (concavă) pe latura tăișului și prevăzut, la extremitate, cu un ”inel„ . Patină funcțională. Îi lipsește o parte din vârf. | Direcția Județeană pentru Cultură, Dolj                | Cimec    |
|      | Spadă cu teacă, îndoită ritual | Datare: prima jum a sec. III - a doua jum a sec. II î.Hr. Școală: sudul Daciei Descoperit: jud. DOLJ, com. DESA, DESA, Lunca Dunării punctul "Gloduri,, Material: Sapada și teaca au fost executate din fier prin batere la cald                           | Spada este dreaptă, lama lată și dreptunghiulară, cu vârf ascuțit și cu două tăișuri, având profil lenticular. Ea este prelungită cu limbă pentru mâner, de formă triunghiulară, cu profil dreptunghiular și o gardă de tip ”cu antene,, având la cealălaltă extremitate un buton circular. Spada , împreună cu teaca ( din care se mai păstrează parțial) au fost îndoite ritual încă din antichitate. Lipsește vârful spadei și al tecii. | Direcția Județeană pentru Cultură, Dolj                | Cimec    |
|      | Vârf de lance                  | Datare: prima jum a sec. III - a doua jum a sec. II î.Hr. Școală: sudul Daciei Descoperit: jud. DOLJ, com. DESA, DESA, Lunca Dunării punctul "Gloduri,, Material: A fost realizată din fier prin batere la cald                                            | Piesa sub formă de frunză de salcie, este realizată din fier, lama cu profil lenticular, prezintă o nervură mediană profilată, aplatizată. Toc de înmănușare tronconic, cu orificiu de fixare petru cui. Lipsește o parte din lamă și din tub. | Direcția Județeană pentru Cultură, Dolj                | Cimec    |
|      | Cuțit cu limbă la mâner        | Datare: prima jum a sec. III - a doua jum a sec. II î.Hr. Școală: sudul Daciei Descoperit: jud. DOLJ, com. DESA, DESA, Lunca Dunării punctul "Gloduri,, Material: Cuțitul a fost realizat din fier prin batere la cald. fier; batere la cald               | Lamă lată, profil lenticular, cu limbă la mâner de formă triunghulară. Tăiș drept, muchie de forma unui unghi obtuz, vârf îndoit ritual. Lipsește o parte din mâner și din tăiș. | Direcția Județeană pentru Cultură, Dolj                | Cimec    |
|      | Cuțitaș celtic                 | Datare: prima jum a sec. III - a doua jum a sec. II î.Hr. Școală: sudul Daciei Descoperit: jud. DOLJ, com. DESA, DESA, Lunca Dunării punctul "Gloduri,, Material: piesa este realizată din fier prin batere la cald                                        | Cuțitaș de formă dreptunghiulară, cu limbă la mâner. Lamă cu tăiș drept, cu secțiune lenticulară, îndoită ritual. Lipsește o parte din mâner și vârful cuțitului. | Direcția Județeană pentru Cultură, Dolj                | Cimec    |
|      | Cuțitaș celtic                 | Datare: prima jum a sec. III - a doua jum a sec. II î.Hr. Școală: sudul Daciei Descoperit: jud. DOLJ, com. DESA, DESA, Lunca Dunării punctul "Gloduri,, Material: piesa este realizată din fier prin batere la cald                                        | Cuțitașul este de formă dreptunghiulară, cu lama dreaptă, vârful îndoit ritual și limbă la mâner. Tăiș drept, profil lenticular. Lipsește o parte din mâner și din vârful lamei. | Direcția Județeană pentru Cultură, Dolj                | Cimec    |
|      | Disc                           | Datare: sf. epocii bronzului - înc. epocii fierului Școală: artizanal Descoperit: jud. DOLJ, com. CĂLĂRAȘI, Teiș Material: argint; aur; batere | Disc ușor bombat, cu o proeminență în centru – un umbo sau omphalos. Aversul perfect neted iar pe revers urme de ciocănire. Proeminența, tronconică la bază, are în partea superioară forma unei „cupole”. Proeminența parțial aurită și ornamentată cu brâie și nervuri lise sau în relief. În interior, pereții „cupolei” uniți de o bară cu grosimea de 1,5 cm. Discul are deformări mecanice. Prezintă două spărturi, pe circumferință și exfolieri pe suprafața interioară a discului. Există pierdere de material (aur și argint) de la proeminență. Are pete de sulfuri pe suprafața exterioară a discului. Bronzul de la interior prezintă degradări chimice. | Muzeul Olteniei, Craiova                               | Cimec    |
|      | Aplică                         | Datare: sec. VII a.Chr. Școală: artizanal Descoperit: jud. MEHEDINȚI, com. IZVORU BÂRZII Material: aur; batere; ciocănire "au repoussé" | Aplică ovoidală cu capetele ușor ascuțite cu două orificii la extremități. Marginea suprafeței piesei este jalonată de mici proeminențe pseudoperlată, în centru prezintă nouă seturi de cercuri concentrice. Prezintă două perforații la extremități; are patru fisuri, cu străpungerea foiței de aur; are depuneri de substanță anorganică, pe margine. | Muzeul Olteniei, Craiova                               | Cimec    |
|      | Aplică                         | Datare: sec. IV a.Chr. Școală: artizanal Descoperit: jud. DOLJ, CRAIOVA, Pe malul stâng al Jiului Material: argint; batere | Aplica redă un cap de cerb spre stânga, cu coarnele sugerate ca niște volute. Botul animalului nu s-a păstrat. Pe spatele piesei a fost atașată o toartă. Fragment, are patină neuniformă. Prezintă depuneri de substanță anorganică pe canelurile de la motivele ornamentale. Are urme de cravașă pe margine. | Muzeul Olteniei, Craiova                               | Cimec    |
|      | Fibulă                         | Datare: sec. II-I a.Chr. Școală: artizanal Descoperit: jud. DOLJ, com. BÂRCA Material: argint; batere; turnare | Fibulă cu nodozități, prezintă pe picior patru nodozități mari, intercalate cu patru mai mici intermediare. Fragment, capul și resortul nu s-au păstrat. Prezintă depuneri de substanță anorganică între noduri. Are patină neuniformă. | Muzeul Olteniei, Craiova                               | Cimec    |
|      | Lanț de centură                | Datare: sec. I a.Chr. Școală: artizanal Descoperit: jud. DOLJ, com. RADOVAN, FÂNTÂNELE Material: argint; batere; turnare | Lanț de centură format din păcuțe de formă patrulateră îndoite și legate între ele cu verigi cu capete înfășurate. Două dintre plăcuțele lanțului, cele mici, au fost decorate cu câte trei proeminențe, înconjurate de altele mai mici. Două fragmente, zalele prezintă deformări mecanice. Bridele au aspect marmorat datorită degradărilor chimice de suprafață. | Muzeul Olteniei, Craiova                               | Cimec    |
|      | Torques                        | Datare: sec. I p.Chr. Școală: artizanal Descoperit: jud. DOLJ, com. MOȚĂȚEI Material: argint; batere; turnare; torsionare | Torques din bară spiralată și subțiată la capete. Între cele patru nervuri răsucite se găsesc șiruri de „bobițe” în relief. Capetele piesei sunt plate și ornamentate sub forma a trei registre orizontale: cel din centru continuă șirul de „bobițe” în relief de pe corpul torques-ului, celelalte două sunt decorate cu trei linii incizate, dispuse în zigzag. Extremitățile au fost stilizate în formă de cap de șarpe. Are deformări mecanice, prezintă depuneri de substanță organică, are lipsă de material pe nervuri. | Muzeul Olteniei, Craiova                               | Cimec    |
|      | Torques                        | Datare: sec. I p.Chr. Școală: artizanal Descoperit: jud. DOLJ, com. MOȚĂȚEI Material: argint; batere; turnare; torsionare | Torques din bară spiralată, neornamentată cu extremitățile subțiate și stilizate în formă de cap de șarpe. Capetele decorate cu o bandă centrală de mici alveole incizate. Pe suprafața exterioară a extremităților linii incizate. Are lipsă de material pe corpul piesei, prezintă deformări mecanice, are urme de coroziune preponderent la capete. | Muzeul Olteniei, Craiova                               | Cimec    |
|      | Torques                        | Datare: sec. I p.Chr. Școală: artizanal Descoperit: jud. DOLJ, com. MOȚĂȚEI Material: argint; batere; turnare; torsionare | Torques dacic cu capetele închise realizat dintr-o bară subțiată spre extremități. Sistemul de închidere este format din cârlig și verigă. Are deformări mecanice. Prezintă lipsă de material pe circumferință; are fine urme de degradare chimică. | Muzeul Olteniei, Craiova                               | Cimec    |
|      | Torques                        | Datare: sec. I p.Chr. Școală: artizanal Descoperit: jud. DOLJ, MAGLAVIT Material: argint; batere; turnare; torsionare | Torques din bară răsucită, subțiată spre extremitățile stilizate în formă de cap de șarpe, și decorate, pe suprafața exterioară, cu linii incizate. Corpul piesei este neornamentat. Prezintă degradări mecanice și lipsă de material la unul din capete. Are depuneri de substanță anorganică între firele de argint; prezintă deformări mecanice; are urme de coroziune preponderent la capete. | Muzeul Olteniei, Craiova                               | Cimec    |
|      | Fibulă                         | Datare: sf. sec. II - 1/2 sec. III p.Chr. Școală: artizanal Descoperit: jud. DOLJ, com. DRĂNIC Material: argint; batere; turnare | Fibulă de tip ancoră, cu brațele și piciorul terminate cu câte un buton sferic. În punctul de întâlnire al arcului cu piciorul, de o parte și de alta a acestuia din urmă se află două „aripioare”, de formă rotundă decorate cu două butoane sferice. Portagrafa triunghiulară. Resort bilateral format din 14 spire, acoperit de o placă aproximativ dreptunghiulară decorată cu linii incizate. În partea stângă sus, legat de resort, se află un inel de care se prindea un lanț. Are patină neuniformă; prezintă pierdere de material prin corodare, la ac, la spirele arcului și la port-agrafă. Are depozite de oxizi de argint pe suprafața interioară a corpului fibulei. | Muzeul Olteniei, Craiova                               | Cimec    |
|      | Oglindă                        | Datare: sec. II p.Chr. Școală: artizanal Descoperit: jud. DOLJ, com. DANEȚI, LOCUSTENI Material: argint; batere; turnare | Oglindă rotundă cu un șir de perforații dispuse pe margine. Spatele oglinzii a fost decorat cu mai multe cercuri concentrice. Fragmentară (5 fragmente); mânerul piesei nu s-a păstrat. Are depozite de oxizi de argint și depuneri de substanță anorganică pe ambele suprafețe; are patină neuniformă. | Muzeul Olteniei, Craiova                               | Cimec    |
|      | Broșă                          | Datare: sec. II p.Chr. Școală: artizanal Descoperit: jud. MEHEDINȚI, ORȘOVA Material: aur; batere; turnare | Broșă de formă ovală, cu inscripție pe margini. În centrul piesei, este reprezentat în relief zeul morții Thanatos, încadrat de trei fire de aur răsucite sub formă de șnur. Urmează un registru oval, inscripționat pe părțile laterale cu litere vopsite cu negru. Pe marginea piesei a fost aplicat un alt fir de aur, răsucit sub forma unui șnur. Pe spate se găsește atașat un dispozitiv de prindere. Inscripția: CDP DCL. Are acul rupt. | Muzeul Olteniei, Craiova                               | Cimec    |
|      | Inel                           | Datare: sec. II p.Chr. Școală: artizanal Descoperit: jud. OLT, com. DOBROSLOVENI, REȘCA Material: aur; batere; turnare | Inel cu profilul oval, partea frontală îngroșată și lățită sub forma unei plăcuțe traforate cu motive vegetale stilizate, grupate în jurul unei rozete centrale. Sub registrul vegetal a fost incizată o inscripție: MANDON, încadrată de doi delfini redați schematic, ce țin câte o bară în gură. | Muzeul Olteniei, Craiova                               | Cimec    |
|      | Fibulă                         | Datare: Epoca romană Descoperit: jud. Dolj, com. Brabova Material: argint; turnare; batere | Fibulă de argint cu capul în formă de ancoră. Acul fibulei nu s-a păstrat. | Muzeul Olteniei. Secția de Istorie-Arheologie, Craiova | Cimec    |
|      | Fibulă                         | Datare: sf. sec. II - 1/2 sec. III Descoperit: jud. Dolj, com. Moțăței Material: argint; turnare; batere | Fibulă de argint, tipul în formă de ancoră, cu aripioare. | Muzeul Olteniei. Secția de Istorie-Arheologie, Craiova | Cimec    |
|      | Fibulă                         | Datare: Epoca romană Descoperit: jud. Dolj, com. Vârtop Material: argint; turnare; batere | Fibulă de argint, cu capul în formă de ancoră. | Muzeul Olteniei. Secția de Istorie-Arheologie, Craiova | Cimec    |
|      | Fibulă                         | Datare: Epoca romană Descoperit: jud. Dolj, com. Vârtop Material: argint; turnare; batere | Fibulă de argint, cu capul în formă de ancoră. | Muzeul Olteniei. Secția de Istorie-Arheologie, Craiova | Cimec    |
|      | Fibulă                         | Datare: Epoca romană Descoperit: jud. Dolj, com. Vârtop Material: argint; turnare; batere | Fibulă de argint, cu capul în formă de ancoră. | Muzeul Olteniei. Secția de Istorie-Arheologie, Craiova | Cimec    |
|      | Fibulă                         | Datare: Epoca romană Descoperit: jud. Dolj, com. Vârtop Material: argint; turnare; batere | Fibulă de argint, cu capul în formă de ancoră. | Muzeul Olteniei. Secția de Istorie-Arheologie, Craiova | Cimec    |
|      | Fibulă                         | Datare: Epoca romană Descoperit: jud. Dolj, com. Vârtop Material: argint; turnare; batere | Fibulă de argint, cu capul în formă de ancoră. | Muzeul Olteniei. Secția de Istorie-Arheologie, Craiova | Cimec    |
|      | Fibulă                         | Datare: Epoca romană Descoperit: jud. Dolj, com. Vârtop Material: argint; turnare; batere | Fibulă de argint, cu capul în formă de ancoră. | Muzeul Olteniei. Secția de Istorie-Arheologie, Craiova | Cimec    |
|      | Fibulă                         | Datare: Epoca romană Descoperit: jud. Dolj, com. Vârtop Material: argint; turnare; batere | Fibulă de argint, cu capul în formă de ancoră. | Muzeul Olteniei. Secția de Istorie-Arheologie, Craiova | Cimec    |
|      | Inel                           | Datare: Epoca romană Material: argint; turnare; batere | Inel de argint cu piatră gemă. Piatra prezintă o reprezentare schematică a unei păsări. | Muzeul Olteniei. Secția de Istorie-Arheologie, Craiova | Cimec    |
|      | Fibulă                         | Datare: Epoca romană Material: argint; turnare; batere | Fibulă de argint, cu capul în formă de ancoră. | Muzeul Olteniei. Secția de Istorie-Arheologie, Craiova | Cimec    |
|      | Fibulă                         | Datare: Epoca romană Material: argint; turnare; batere | Fibulă de argint cu pandantiv falic. | Muzeul Olteniei. Secția de Istorie-Arheologie, Craiova | Cimec    |
|      | Brățară                        | Material: bronz; turnare; batere; torsionare | Brățară feminină plurispiralică. | Muzeul Olteniei. Secția de Istorie-Arheologie, Craiova | Cimec    |
|      | Inel                           | Datare: Epoca romană Descoperit: jud. Olt, com. Gostavățu, SLĂVENI Material: argint; turnare; batere | Inel de argint; pe placa centrală a fost incizată o inscripție: ATTICUS sau ITTACUS. | Muzeul Olteniei. Secția de Istorie-Arheologie, Craiova | Cimec    |
|      | Vas                            | Datare: secolul I î.Hr. Descoperit: jud. Olt, com. Fărcașele, FĂRCAȘU DE JOS Material: lut ars | Vas lucrat cu mâna din pastă zgrunțuroasă brună, cu fragmente de mică în compoziție. Formă tronconică, buza dreaptă; corpul decorat cu un brâu alveolar prevăzut cu 4 butoni cilindrici, dispuși simetric. Urme de ardere secundară pe suprafață. | Muzeul Olteniei. Secția de Istorie-Arheologie, Craiova | Cimec    |
|      | Idol antropomorf               | Datare: 5150 - 5100 a.Chr. Descoperit: jud. Olt, com. Fărcașele, Hotărani, La Turn Material: lut; modelare manuală, ardere | Statuetă antropomorfă în formă de placă, prevăzută cu trei capete stilizate. Motive excizate în forma șirurilor de rombulețe dispuse "în virgulă", cu colțuri; sunt excizate, schematic, și două mâini, de la cele două capete stilizate, aflate la extremități. | Muzeul Olteniei, Craiova                               | Cimec    |
|      | Fructieră                      | Datare: 5050-4950 a.Chr. Descoperit: jud. Olt, com. Fărcașele, Hotărani, La Turn Material: lut; modelare manuală, ardere | Fructieră cu gura largă, cu margine ușor evazată; are picior înalt, gol în interior, inelar, pătrat în secțiune, cu colțurile ușor rotunjite; există o perforație circulară care face legătura între cupă și picior, în interior, inelar, pătrat în secțiune, cu colțurile ușor rotunjite; există o perforație circulară care face legătura între cupă și picior, în interior. Decorul realizat prin excizie și încrustație cu pastă albă. Motivele sunt reprezentate de meandre, șiruri de linii orizontale și verticale, romburi rezultate din cruțarea lutului, șiruri de S-uri dispuse orizontal; pe partea exterioară se află opt proeminențe conice; suprafețe mai mari cruțate în lut au avut, se pare, angobă roșie; motivele sunt dispuse în metope.                                                                                         | Muzeul Olteniei, Craiova                               | Cimec    |
|      | Vas sferic                     | Datare: 5800-5700 a.Chr. Descoperit: jud. Dolj, com. Cârcea, Cârcea, La Hanuri Material: lut; modelare manuală, ardere | Vas globular turtit cu gât cilindric și patru picioare în formă de segment de cerc. Pe diametrul maxim are patru proeminențe. Pastă fină, roșie, bine lustruită. Pereții puternic bombați. Pictură constând din șiruri albe de romburi combinate cu puncte lunguiețe dispuse vertical și orizontal pe fond roșu-brun. | Muzeul Olteniei, Craiova                               | Cimec    |
|      | Inel                           | Datare: Sf.sec. al XIV-lea - începutul sec. al XV-lea Școală: Probabil N Italiei Descoperit: jud. Mehedinți, Dudașu Schelei, Via Fermei, nr. 9, IAS Dimensiuni: D sigiliu=12 mm Material: aur; batere, turnare, incizare                                   | Inel sigilar cu pecetea ovală săpată în metal. Este alcătuit dintr-o verigă ușor îngroșată și lățită în partea superioară, și decorat lateral cu două ușoare reliefuri de formă elipsoidală, mărginite înspre placa inelului de câteva striuri scurte. Partea superioară are gravat un scut ascuțit în câmpul căruia se află un coif deschis având o acvilă deasupra cu capul spre stânga și aripile strânse. Scutul, coiful și acvila sunt gravate negativ pentru a fi folosit la sigilarea corespondenței sau unor acte, fiind specifice pentru domnitorii Țării Românești. | Muzeul Olteniei, Craiova                               | Cimec    |
|      | Inel                           | Datare: Sf.sec. al XIV-lea - începutul sec. al XV-lea Școală: Probabil din N Italiei Descoperit: jud. Mehedinți, Dudașu Schelei, Via Fermei, nr. 9, IAS Dimensiuni: D sigiliu=16,4 mm Material: aur; batere, turnare, incizare                             | Inel sigilar cu pecetea ovală săpată în metal. Este alcătuit dintr-o verigă ușor îngroșată și lățită în partea superioară, ce are incizate două capete de păsare, probabil de porumbițe, câteva elemente florale, totul încadrat într-un oval, determinat de un nimb incizat. | Muzeul Olteniei, Craiova                               | Cimec    |
|      | Brățară                        | Datare: A doua jumătate a secolul al XIV-lea Școală: Probabil din N Italiei Descoperit: jud. Mehedinți, Dudașu Schelei, Via Fermei, nr. 9, IAS Dimensiuni: l la cap= 21,9 mm; l la bază= 11,8mm Material: aur; batere, cizelare, împletire, răsucire       | Brățară caracterizată prin împletirea a patru sârme, cu spații libere între ele, care se prind cu câte un buton, care se află la locul prinderii brățării cu plăcile; plăcile sunt prevăzute cu câte un șanț marginal în care se află mai multe arcuri de prindere, probabil a pietrelor prețioase, și câte un orificiu de formă triunghiulară, cu muchiile rotunjite, care se acopereau prin sudarea a două plăcuțe decorate fie cu incizii sub formă de x, fie prin incizarea unui desen floral care reprezintă o împletire în forma unor spirale în S culcat a unor lujeri al căror capăt se termină cu o floare cu cinci petale, așa cum rezultă din cele trei fragmente recuperate de la descoperitor care le predase spre prelucrare unui atelier de bijuterii.                                                                                 | Muzeul Olteniei, Craiova                               | Cimec    |
|      | Brățară                        | Datare: Sf.sec. al XIV-lea - începutul sec. al XV-lea Școală: Probabil din N Italiei Descoperit: jud. Mehedinți, Dudașu Schelei, Via Fermei, nr. 9, IAS Material: aur, batere, cizelare, filigranare, răsucire                                             | Brățară torsionată cu capetele aplatizate, lucrată prin împletirea a două benzi, răsucite în formă de tub, care au fost apoi lățite, prin batere și finisare, la cele două extremități. Pe extremitățile aplatizate ovoidal, brățara poartă câte un buton mai mare (dintre care unul a fost distrus în timpul descoperirii), granule și filigrane; între cele două benzi tubulare împletite s-a aplicat prin lipire câte un fir subțire de aur dublu răsucit, adăugire determinată de necesitatea acoperirii unor neregularități provenite din împletirea benzilor tubulare, și în scop decorativ. Deși în mare parte distruse, elementele decorative ale extremității brățării ne dau o imagine a ceea ce a fost inițial; astfel, pe lângă alte elemente decorative, mai ales geometrice, remarcăm și motivul palmetei, de veche tradiție bizantină. | Muzeul Olteniei, Craiova                               | Cimec    |

## Fond
| Foto | Informații generale   | Detalii tehnice | Descriere | Deținător                                              | Legături |
| ---- | --------------------- | --- | --- | ------------------------------------------------------ | -------- |
|      | Colier                | Datare: sec. III p.Chr. Școală: artizanal Descoperit: jud. DOLJ, VÂRTOP Material: argint; batere; torsionare                                 | Fragment de colier realizat din zale, împletite și strânse la mijloc. | Muzeul Olteniei, Craiova                               | Cimec    |
|      | Colier                | Datare: sec. III p.Chr. Școală: artizanal Descoperit: jud. DOLJ, VÂRTOP Material: argint; batere; torsionare                                 | Fragment de colier realizat din zale, împletite și strânse la mijloc. | Muzeul Olteniei, Craiova                               | Cimec    |
|      | Pandantiv             | Datare: sec. III p.Chr. Școală: artizanal Descoperit: jud. DOLJ, VÂRTOP Material: argint; batere; torsionare                                 | Pandantiv de colier în formă de inimă; prezintă o nervură verticală în relief, pe mijlocul piesei și o verigă pentru agățare în partea superioară. Buton circular în partea inferioară, suprapus pe un altul de dimensiuni mai mici. Prezintă pierdere de material, prin corodare, pe margine și pe inelul de prindere; are patină neuniformă.                                   | Muzeul Olteniei, Craiova                               | Cimec    |
|      | Pandantiv             | Datare: sec. III p.Chr. Școală: artizanal Descoperit: jud. DOLJ, VÂRTOP Material: argint; batere; torsionare                                 | Pandantiv de colier în formă de inimă; prezintă o nervură verticală în relief, pe mijlocul piesei și o verigă pentru agățare în partea superioară. Buton circular în partea inferioară, suprapus pe un altul de dimensiuni mai mici. Fragment. Prezintă pierdere de material, prin corodare, pe margine și pe inelul de prindere; are patină neuniformă; lateralele deteriorate. | Muzeul Olteniei, Craiova                               | Cimec    |
|      | Fibulă - resort       | Datare: 1/2 sec. III p.Chr. Școală: artizanal Descoperit: jud. DOLJ, com. VÂRTOP Material: argint; batere; torsionare                        | Fragment de resort de fibulă. Are lipsă jumătate din spiră. Prezintă un ax din fier puternic corodat, cu depozite de hidro-oxizi de fier. | Muzeul Olteniei, Craiova                               | Cimec    |
|      | Fibulă - resort       | Datare: 1/2 sec. III p.Chr. Școală: artizanal Descoperit: jud. DOLJ, com. VÂRTOP Material: argint; batere; torsionare                        | Fragment de resort și coardă exterioară de la o fibulă. Are lipsă jumătate din spiră. Prezintă lipsă de material pe circumferința spirelor, prin corodare. Vârful coardei este rupt; are patină neuniformă. | Muzeul Olteniei, Craiova                               | Cimec    |
|      | Fibulă - resort și ac | Datare: 1/2 sec. III p.Chr. Școală: artizanal Descoperit: jud. DOLJ, com. VÂRTOP Material: argint; batere; torsionare                        | Fragment de resort și ac de la o fibulă. Vârful acului este rupt. Are urme de corodare, cu pierdere de material pe circumferință. Axul fragmentului de spiră este din fier, puternic corodat, cu depozite de hidro-oxizi de fier. Prezintă patină neuniformă. | Muzeul Olteniei, Craiova                               | Cimec    |
|      | Brățară               | Datare: 1/2 sec. III p.Chr. Școală: artizanal Descoperit: jud. DOLJ, com. VÂRTOP Material: argint; batere; torsionare                        | Brățară decorată cu linii și puncte incizate. Fragment. Are patină neuniformă; prezintă o fisură profundă transversală, în masa de metal, cu risc de fragmentare. | Muzeul Olteniei, Craiova                               | Cimec    |
|      | Brățară               | Datare: 1/2 sec. III p.Chr. Școală: artizanal Descoperit: jud. DOLJ, com. VÂRTOP Material: argint; batere; torsionare                        | Brățară decorată cu linii și puncte incizate. Fragment. Are patină neuniformă; prezintă lipsă de material prin corodare, pe suprafața interioară, superficial, pe exterior. | Muzeul Olteniei, Craiova                               | Cimec    |
|      | Brățară               | Datare: 1/2 sec. III p.Chr. Școală: artizanal Descoperit: jud. DOLJ, com. VÂRTOP Material: argint; batere; torsionare                        | Brățară decorată cu linii și puncte incizate. Fragment. Are patină neuniformă; prezintă lipsă de material prin corodare, pe ambele suprafețe. | Muzeul Olteniei, Craiova                               | Cimec    |
|      | Fibulă - resort și ac | Datare: 1/2 sec. III p.Chr. Școală: artizanal Descoperit: jud. DOLJ, com. VÂRTOP Material: argint; batere; torsionare                        | Fragment de resort și ac de la o fibulă. Vârful acului este rupt. Are urme de corodare, cu pierdere de material pe circumferință. Axul fragmentului de spiră este din fier, puternic corodat, cu depozite de hidro-oxizi de fier. Prezintă patină neuniformă. | Muzeul Olteniei, Craiova                               | Cimec    |
|      | Pandantiv             | Datare: 1/2 sec. III p.Chr. Școală: artizanal Descoperit: jud. DOLJ, com. VÂRTOP Material: argint; batere; turnare                           | Pandantiv sau carabinieră în formă de acvilă cu aripile strânse pe lângă corp, capul ridicat în sus. Partea inferioară a păsării nu a fost reprezentată. Fragment. Prezintă depuneri de substanță anorganică pe partea inferioară. Are patină neuniformă. | Muzeul Olteniei, Craiova                               | Cimec    |
|      | Brățară               | Datare: 1/2 sec. III p.Chr. Școală: artizanal Descoperit: jud. DOLJ, com. VÂRTOP Material: argint; batere; torsionare                        | Fragment de brățară realizată din două sârme răsucite. Are patină neuniformă. Prezintă depuneri de substanță anorganică între firele de argint. | Muzeul Olteniei, Craiova                               | Cimec    |
|      | Pandantiv             | Datare: 1/2 sec. III p.Chr. Școală: artizanal Descoperit: jud. DOLJ, com. VÂRTOP Material: argint; batere; turnare                           | Fragment. Are patină neuniformă. Prezintă depozite mici de oxizi de argint pe margini. | Muzeul Olteniei, Craiova                               | Cimec    |
|      | Pandantiv             | Datare: 1/2 sec. III p.Chr. Școală: artizanal Descoperit: jud. DOLJ, com. VÂRTOP Material: argint; batere; turnare                           | Fragment. Are patină neuniformă. Prezintă depozite mici de oxizi de argint pe margini. | Muzeul Olteniei, Craiova                               | Cimec    |
|      | Fibulă - resort și ac | Datare: 1/2 sec. III p.Chr. Școală: artizanal Descoperit: jud. DOLJ, com. VÂRTOP Material: argint; batere; torsionare                        | Fragment de resort și ac de la o fibulă. Vârful acului este rupt. Are urme de corodare, cu pierdere de material pe circumferință. Axul fragmentului este din fier, puternic corodat, cu depozite de hidro-oxizi de fier. Prezintă patină neuniformă. | Muzeul Olteniei, Craiova                               | Cimec    |
|      | Fibulă - ac           | Datare: 1/2 sec. III p.Chr. Școală: artizanal Descoperit: jud. DOLJ, com. VÂRTOP Material: argint; batere; torsionare                        | Fragment de ac de fibulă. Prezintă patină neuniformă. Are pierdere de material pe suprafață, prin corodare. Prezintă pete de oxizi de argint pe suprafață. | Muzeul Olteniei, Craiova                               | Cimec    |
|      | Cataramă              | Datare: 2/2 sec. II p.Chr. Școală: artizanal Descoperit: jud. DOLJ, com. DANEȚI, LOCUSTENI Material: argint; batere; turnare                 | Cataramă din bară cu secțiunea ovală. Spinul înfășurat peste bară, depășește cu puțin lățimea cataramei. Fragmentară: două fragmente. Prezintă depozite de oxizi de argint, cu blocarea acului. Placa de prindere deteriorată; balamaua este fragmentară. Are patină neuniformă.                                                                                                 | Muzeul Olteniei, Craiova                               | Cimec    |
|      | Inel                  | Datare: 1/2 sec. III p.Chr. Școală: artizanal Descoperit: jud. DOLJ Material: aur; batere                                                    | Inel în secțiune ovală, inscripționat pe placa centrală prin incizare punctată cu litere în ligatură: L(ucius) AEL(ius). Prezintă trei amprente de cravașă, una în zona inițialelor și două în zona verigii. | Muzeul Olteniei, Craiova                               | Cimec    |
|      | Aplică                | Datare: Hallstatt târziu Descoperit: jud. Dolj, com. Brădești Material: bronz; turnare; batere                                               | Aplică de bronz în formă de palmetă dublă. | Muzeul Olteniei. Secția de Istorie-Arheologie, Craiova | Cimec    |
|      | Aplică                | Datare: Hallstatt târziu Descoperit: jud. Dolj, com. Brădești Material: bronz; turnare; batere                                               | Aplică de bronz în formă de palmetă dublă. | Muzeul Olteniei. Secția de Istorie-Arheologie, Craiova | Cimec    |
|      | Aplică                | Datare: Hallstatt târziu Descoperit: jud. Dolj, com. Brădești Material: bronz; turnare; batere                                               | Aplică de bronz în formă de palmetă dublă. | Muzeul Olteniei. Secția de Istorie-Arheologie, Craiova | Cimec    |
|      | Aplică                | Datare: Hallstatt târziu Descoperit: jud. Dolj, com. Brădești Material: bronz; turnare; batere                                               | Aplică de bronz în formă de palmetă dublă. | Muzeul Olteniei. Secția de Istorie-Arheologie, Craiova | Cimec    |
|      | Aplică                | Datare: Hallstatt târziu Descoperit: jud. Dolj, com. Brădești Material: bronz; turnare; batere                                               | Aplică de bronz în formă de albină. | Muzeul Olteniei. Secția de Istorie-Arheologie, Craiova | Cimec    |
|      | Aplică                | Datare: Hallstatt târziu Descoperit: jud. Dolj, com. Brădești Material: bronz; turnare; batere                                               | Aplică de bronz în formă de albină. | Muzeul Olteniei. Secția de Istorie-Arheologie, Craiova | Cimec    |
|      | Aplică                | Datare: Hallstatt târziu Descoperit: jud. Dolj, com. Brădești Material: bronz; turnare; batere                                               | Aplică de bronz în formă de albină. | Muzeul Olteniei. Secția de Istorie-Arheologie, Craiova | Cimec    |
|      | Aplică                | Datare: Hallstatt târziu Descoperit: jud. Dolj, com. Brădești Material: bronz; turnare; batere                                               | Aplică de bronz realizată sub forma unui „nasture” trilobat. | Muzeul Olteniei. Secția de Istorie-Arheologie, Craiova | Cimec    |
|      | Aplică                | Datare: Hallstatt târziu Descoperit: jud. Dolj, com. Brădești Material: bronz; turnare; batere                                               | Aplică de bronz realizată sub forma unui „nasture” trilobat. | Muzeul Olteniei. Secția de Istorie-Arheologie, Craiova | Cimec    |
|      | Mâner                 | Datare: Epoca romană Descoperit: jud. Dolj, com. Brădești, RĂCARII DE JOS Material: bronz; turnare; batere                                   | Mâner semitubular de bronz, figurat: un delfin ține în gură capul Meduzei. | Muzeul Olteniei. Secția de Istorie-Arheologie, Craiova | Cimec    |
|      | Aplică                | Datare: Epoca romană Descoperit: jud. Gorj, com. Arcani, CÂMPOFENI Material: bronz; turnare; batere                                          | Aplică de bronz cu reprezentarea unui cap de bou ce ține în gură un obiect neidentificat, care se termină cu trei inele lipite. | Muzeul Olteniei. Secția de Istorie-Arheologie, Craiova | Cimec    |
|      | Balsamariu            | Datare: Epoca romană Descoperit: jud. Gorj, TURCENI Material: bronz; turnare; batere                                                         | Balsamariu de bronz cu reprezentarea unui personaj, poate zeul Apollo. | Muzeul Olteniei. Secția de Istorie-Arheologie, Craiova | Cimec    |
|      | Clopoțel              | Datare: Epoca romană Descoperit: jud. Dolj, com. Sopot, BELOȚ, Valea Beloțului Material: bronz; turnare; batere                              | Clopoțel de bronz cu toartă. | Muzeul Olteniei. Secția de Istorie-Arheologie, Craiova | Cimec    |
|      | Clopoțel              | Datare: Epoca romană Descoperit: jud. Dolj, com. Sopot, BELOȚ, Valea Beloțului Material: bronz; turnare; batere                              | Clopoțel de bronz cu toartă. | Muzeul Olteniei. Secția de Istorie-Arheologie, Craiova | Cimec    |
|      | Clopoțel              | Datare: Epoca romană Descoperit: jud. Dolj, com. Sopot, BELOȚ, Valea Beloțului Material: bronz; turnare; batere                              | Clopoțel de bronz cu toartă. | Muzeul Olteniei. Secția de Istorie-Arheologie, Craiova | Cimec    |
|      | Clopoțel              | Datare: Epoca romană Descoperit: jud. Dolj, com. Sopot, BELOȚ, Valea Beloțului Material: bronz; turnare; batere                              | Clopoțel de bronz cu toartă. | Muzeul Olteniei. Secția de Istorie-Arheologie, Craiova | Cimec    |
|      | Clopoțel              | Datare: Epoca romană Descoperit: jud. Dolj, com. Sopot, BELOȚ, Valea Beloțului Material: bronz; turnare; batere                              | Clopoțel de bronz cu toartă. | Muzeul Olteniei. Secția de Istorie-Arheologie, Craiova | Cimec    |
|      | Clopoțel              | Datare: Epoca romană Descoperit: jud. Dolj, com. Sopot, BELOȚ, Valea Beloțului Material: bronz; turnare; batere                              | Clopoțel de bronz cu toartă. | Muzeul Olteniei. Secția de Istorie-Arheologie, Craiova | Cimec    |
|      | Clopoțel              | Datare: Epoca romană Descoperit: jud. Dolj, com. Sopot, BELOȚ, Valea Beloțului Material: bronz; turnare; batere                              | Clopoțel de bronz cu toartă. | Muzeul Olteniei. Secția de Istorie-Arheologie, Craiova | Cimec    |
|      | Clopoțel              | Datare: Epoca romană Descoperit: jud. Dolj, com. Sopot, BELOȚ, Valea Beloțului Material: bronz; turnare; batere                              | Clopoțel de bronz cu toartă. | Muzeul Olteniei. Secția de Istorie-Arheologie, Craiova | Cimec    |
|      | Clopoțel              | Datare: Epoca romană Descoperit: jud. Dolj, com. Sopot, BELOȚ, Valea Beloțului Material: bronz; turnare; batere                              | Clopoțel de bronz cu toartă. | Muzeul Olteniei. Secția de Istorie-Arheologie, Craiova | Cimec    |
|      | Clopoțel              | Datare: Epoca romană Descoperit: jud. Dolj, com. Sopot, BELOȚ, Valea Beloțului Material: bronz; turnare; batere                              | Clopoțel de bronz cu toartă. | Muzeul Olteniei. Secția de Istorie-Arheologie, Craiova | Cimec    |
|      | Clopoțel              | Datare: Epoca romană Descoperit: jud. Dolj, com. Sopot, BELOȚ, Valea Beloțului Material: bronz; turnare; batere                              | Clopoțel de bronz cu toartă. | Muzeul Olteniei. Secția de Istorie-Arheologie, Craiova | Cimec    |
|      | Clopoțel              | Datare: Epoca romană Descoperit: jud. Dolj, com. Sopot, BELOȚ, Valea Beloțului Material: bronz; turnare; batere                              | Clopoțel de bronz cu toartă. | Muzeul Olteniei. Secția de Istorie-Arheologie, Craiova | Cimec    |
|      | Clopoțel              | Datare: Epoca romană Descoperit: jud. Dolj, com. Sopot, BELOȚ, Valea Beloțului Material: bronz; turnare; batere                              | Clopoțel de bronz cu toartă. | Muzeul Olteniei. Secția de Istorie-Arheologie, Craiova | Cimec    |
|      | Clopoțel              | Datare: Epoca romană Descoperit: jud. Dolj, com. Sopot, BELOȚ, Valea Beloțului Material: bronz; turnare; batere                              | Clopoțel de bronz cu toartă. | Muzeul Olteniei. Secția de Istorie-Arheologie, Craiova | Cimec    |
|      | Clopoțel              | Datare: Epoca romană Descoperit: jud. Dolj, com. Sopot, BELOȚ, Valea Beloțului Material: bronz; turnare; batere                              | Clopoțel de bronz cu toartă. | Muzeul Olteniei. Secția de Istorie-Arheologie, Craiova | Cimec    |
|      | Clopoțel              | Datare: Epoca romană Descoperit: jud. Dolj, com. Sopot, BELOȚ, Valea Beloțului Material: bronz; turnare; batere                              | Clopoțel de bronz cu toartă. | Muzeul Olteniei. Secția de Istorie-Arheologie, Craiova | Cimec    |
|      | Clopoțel              | Datare: Epoca romană Descoperit: jud. Dolj, com. Sopot, BELOȚ, Valea Beloțului Material: bronz; turnare; batere                              | Clopoțel de bronz cu toartă. | Muzeul Olteniei. Secția de Istorie-Arheologie, Craiova | Cimec    |
|      | Clopoțel              | Datare: Epoca romană Descoperit: jud. Dolj, com. Sopot, BELOȚ, Valea Beloțului Material: bronz; turnare; batere                              | Clopoțel de bronz cu toartă. | Muzeul Olteniei. Secția de Istorie-Arheologie, Craiova | Cimec    |
|      | Clopoțel              | Descoperit: jud. Dolj, com. Sopot, BELOȚ, Valea Beloțului Material: bronz; turnare; batere                                                   | Clopoțel de bronz cu toartă. | Muzeul Olteniei. Secția de Istorie-Arheologie, Craiova | Cimec    |
|      | Brățară               | Material: bronz; turnare; batere | Brățară de bronz, cu capetele bătute, lățite și răsucite. Suprafața a fost decorată cu romburi și benzi incizate. | Muzeul Olteniei. Secția de Istorie-Arheologie, Craiova | Cimec    |
|      | Brățară               | Material: bronz; turnare; batere | Brățară de bronz, cu capetele bătute, lățite și răsucite. Suprafața a fost decorată cu romburi și benzi incizate. | Muzeul Olteniei. Secția de Istorie-Arheologie, Craiova | Cimec    |
|      | Mâner                 | Datare: Epoca romană Descoperit: jud. Dolj, com. Brădești, RĂCARII DE JOS Material: bronz; turnare; batere                                   | Mâner semitubular de bronz cu extremitățile terminate în formă de cap de pasăre. | Muzeul Olteniei. Secția de Istorie-Arheologie, Craiova | Cimec    |
|      | Suport de opaiț       | Datare: Epoca romană Descoperit: jud. Dolj, com. Cioroiași, CIOROIU NOU Material: bronz; turnare; batere                                     | Suport de opaiț, sprijinit în trei picioare terminate în formă de labă de leu. | Muzeul Olteniei. Secția de Istorie-Arheologie, Craiova | Cimec    |
|      | Idol zoomorf          | Datare: 4850-4700 a.Chr. Descoperit: jud. Dolj, com. Drănic, PADEA, Dealul Vii Material: lut; modelare cu mâna; ardere                       | Statuetă zoomorfă reprezentând un taur. Capul este ornamentat cu cerculețe imprimate în pasta crudă; are culoare cărămizie cu tentă roșietică în partea din față. | Muzeul Olteniei. Secția de Istorie-Arheologie, Craiova | Cimec    |
|      | Vas                   | Datare: 5700-5600 a.Chr. Descoperit: jud. Olt, com. Grădinile, GRĂDINILE, Izlaz Material: lemn, prelucrat dintr-o bucată                     | Vas de culoare cafenie, formă joasă, pereții puternic bombați, gura este largă și se termină cu o buză foarte scurtă; pe maxima rotunjire a peretelui bombat are 4 butoni de forma unor pastile dispuși în cruce, puțin asimetic față de gura vasului; distanțele dintre butoni nu sunt egale; suprafața este perfect lustruită.                                                 | Muzeul Olteniei. Secția de Istorie-Arheologie, Craiova | Cimec    |
|      | Strecurătoare         | Datare: 4200-4000 a.Chr. Descoperit: jud. Dolj, com. Cerăt, CERĂT Material: lut; modelare cu mâna; ardere                                    | Strecurătoare de formă tronconică având suportul format din patru proeminențe; spațiul dintre aceste proeminențe este realizat sub forma unor mici arcade; peretele vasului prezintă numeroase perforații realizate în lutul moale; la baza vasului se află un orificiu. | Muzeul Olteniei. Secția de Istorie-Arheologie, Craiova | Cimec    |
|      | Askos                 | Datare: 4200-4000 a.Chr. Descoperit: jud. Dolj, com. SĂLCUȚA, SĂLCUȚA, Piscul Cornișorului Material: lut; modelare cu mâna; ardere           | Vas askos de culoare maronie cu o toartă ce pornește, orizontal, din buză până spre umăr; corpul este alungit iar gura, ovală, ușor înclinată. În zona de prindere a torții de buză se află două proeminențe, de o parte și de alta a torții, imediat sub buză. | Muzeul Olteniei. Secția de Istorie-Arheologie, Craiova | Cimec    |
|      | Idol antropomorf      | Datare: 4800-4700 a.Chr. Descoperit: jud. Dolj, com. Drănic, PADEA, Dealul Vii Material: lut; modelare cu mâna; ardere                       | Statuetă antropomorfă în poziție șezândă; în zona pieptului are un orificiu; baza este lățită iar mâinile și capul sunt reprezentate sub forma unor monturi; are culoare cărămizie cu urme de ardere secundară (roșiatică), în zona pieptului; nedecorată. | Muzeul Olteniei. Secția de Istorie-Arheologie, Craiova | Cimec    |
|      | Vas antropomorf       | Datare: 5200-5000 a.Chr. Descoperit: jud. Dolj, com. Cârcea, CÂRCEA, Viaduct Material: lut; modelare cu mâna; ardere                         | Vas antropomorf reprezentând o femeie care își are aduse mâinile pe pântec; sânii și nasul sunt schematizate prin proeminențe. Caneluri oblice spre stânga și spre dreapta, pe toată suprafața corpului; vasul este lustruit și pe partea din față prezintă o urmă de ardere secundară; la baza vasului se află o proeminență.                                                   | Muzeul Olteniei. Secția de Istorie-Arheologie, Craiova | Cimec    |
|      | Altar cu cupă         | Datare: 5800-5700 a.Chr. Descoperit: jud. Dolj, com. Cârcea, CÂRCEA, La Hanuri Material: lut; modelare cu mâna; ardere; nisip fin; lustruită | Altar cu cupă scundă și patru picioare; părțile laterale sunt decorate cu câte două șiruri de triunghiuri, excizate în zig-zag; partea inferioară este decorată cu linii incizate în arce de cerc, dispuse în jurul fiecărui picior. | Muzeul Olteniei. Secția de Istorie-Arheologie, Craiova | Cimec    |
|      | Daltă                 | Descoperit: jud. Dolj, com. Dobrești, TOCENI, La Eleșteu Material: tuf vulcanic; șlefuire                                                    | Topor-daltă cu tăiș transversal de culoare verzuie, de formă aproximativ dreptunghiulară, plat; tăișul este ușor curbat; pe una din fețe se observă cantul de prindere. | Muzeul Olteniei. Secția de Istorie-Arheologie, Craiova | Cimec    |
|      | Askos                 | Datare: 4200-4000 a.Chr. Descoperit: jud. Dolj, com. Cerăt, CERĂT Material: lut; modelare cu mâna; ardere                                    | Vas askos de culoare cărămizie cu o toartă ce pornește, orizontal, din buză până spre umăr; corpul este alungit iar gura, ovală, ușor înclinată. Jumătatea inferioară a vasului este decorată cu caneluri oblice, dispuse radial, iar o canelură verticală, pornește de la toartă până spre partea inferioară a vasului.                                                         | Muzeul Olteniei. Secția de Istorie-Arheologie, Craiova | Cimec    |
|      | Seceră                | Datare: 5500-5400 a.Chr. Descoperit: jud. Dolj, com. Cârcea, CÂRCEA, Viaduct Material: os de cron; șlefuit                                   | Într-un cap de corn a fost tăiat un canal în care a fost introdus un tăiș de seceră (lung de 95 mm) din silex gălbui cu pete albe caracteristic pentru platforma prebalcanică. Vârful piesei și probabil o a doua lamă lipsesc. | Muzeul Olteniei. Secția de Istorie-Arheologie, Craiova | Cimec    |